# Karol Franciszek Korniakt
Karol Franciszek Korniakt herbu własnego (ur. po 1612 roku – zm. w 1672 roku) – dworzanin królewski w 1633 roku.
Syn Konstantego i Elżbiety Ossolińskiej. 
Poseł na sejm koronacyjny 1649 roku z ziemi przemyskiej, deputat ziemi przemyskiej na Trybunał Główny Koronny w 1658 roku. 